# 校工

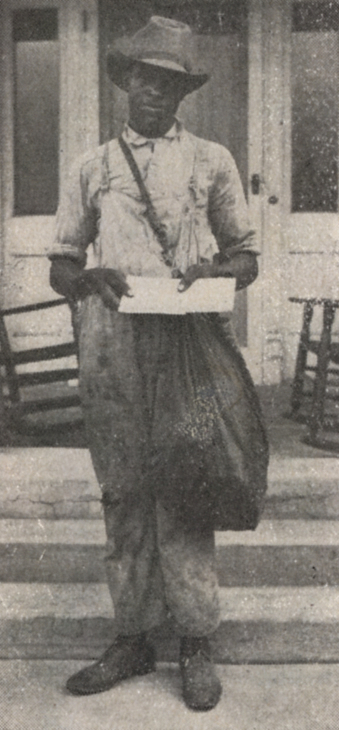
一名美國校工，攝於1919年

校工，又稱爲工友或小使，指在學校從事勤雜工作的僱員。在大中華地區，校工一般入職要求低，但是工作卻比較辛苦，薪水也普遍偏低。日本把校工稱爲「學校用務員」（日语：学校用務員）。韩国把校工稱爲「助務員」。